# Jakub Vejmola
Jakub Vejmola, známý rovněž pod přezdívkou Kicom (* 20. dubna 1985 Prostějov), je český youtuber, novinář a informatik, jeden z předních českých propagátorů kryptoměny Bitcoin. Na platformě YouTube vlastní Bitcoinovej kanál.

## Život a kariéra
Narodil se v roce 1985 v Prostějově. Tvorbě videa se věnoval od svých 15 let. Na Fakultě informatiky Masarykovy univerzity v Brně získal nejdříve v roce 2007 bakalářský titul v oboru aplikovaná informatika, v roce 2010 poté získal magisterský titul v oboru Service Science, Management, and Engineering. Po studiu poté pracoval jako grafik, kameraman nebo manažer. Na počátku roku 2011 strávil v rámci svého působení v manažerské pozici dva měsíce v Silicon Valley. Věnoval se také natáčení komerčních videí pro firmy. Od ledna 2012 vytvářel rovněž grafické šablony na serveru VideoHive, které se staly na platformě populární, což mu zajistilo stabilní příjem.
Žije v Prostějově, se svojí ženou má dvojčata, dceru a syna.

### Kryptoměny
O kryptoměně Bitcoin slyšel poprvé již v roce 2011. Nikterak ho ale tehdy nezaujala a nepořídil si ji. Hlouběji se o kryptoměny začínal zajímat v roce 2017. Dle svých slov ho zaujala jejich neustále vzrůstající cena. Poté se začal vzdělávat o kryptoměnách a monetárním systému, což ho prý zcela „omráčilo“. Téhož roku nakoupil kromě Bitcoinu také řadu dalších kryptoměn, jako Ethereum nebo Litecoin. Kryptoměny jej uchvátily natolik, že dospěl k závěru, že by o nich mohl v natáčet videa na YouTube, protože v českém jazyce o nich tehdy prakticky nikdo nenatáčel.
V průběhu času se z něj stal tzv. Bitcoin maximalista, tedy člověk, který na trhu s kryptoměnami důvěřuje výhradně kryptoměně Bitcoin. V minulosti kryptoměny také těžil. V lednu 2021 kritizoval za neznalost informací o kryptoměně Bitcoin tehdejší ministryni financí Alenu Schillerovou.

### Působení na sociálních sítích
Své působení na platformě YouTube si dopředu promyslel. Bitcoinovej kanál založil v únoru 2019, ještě téhož měsíce pak na něm vydal první video s titulem #1 - První video, na kterém celý kanál uvedl. Na začátku roku 2020 jej tvorba videí na kanále začala živit. Na kanále pořádá pravidelná živá vysílání a zveřejňuje také pořad CoinEspresso, ve kterém pravidelně analyzuje aktuální situaci na trhu a technický stav Bitcoinu. Je rovněž autorem edukační série Úvod do Bitcoinu, ve které vysvětluje základní fungování a principy kryptoměny.
Server Forbes jeho kanál v roce 2021 označil za nejkvalitnější kanál o kryptoměnách v Česku. V říjnu téhož roku byl hostem Show Jana Krause. V letech 2019 až 2021 působil také jako redaktor pro zpravodajský deník E-15. Od ledna 2022 působí na internetové televizi TalkTV v pořadu Tech Guys.

### Přednášky
První přednášku uspořádal ještě v roce 2019 v prostějovském baru 12 Opic, na kterou přišlo 12 posluchačů. Účastní se řady různých kryptoměnových setkání, workshopů, konferencí a přednášek. V roce 2023 se například zúčastnil celorepublikové akce Bitcoin Tour. Ve stejném roce natočil čtyřdílný pořad Proč Bitcoin pro kryptoměnový portál Štosuj.cz. Napsal také předmluvu knihy Kamila Boušky Opravdu Velká kniha o Bitcoinu.

#### Přezdívka Kicom
Původ přezdívky Kicom dlouho záměrně tajil, dle svých slov jej roky plánoval prozradit v momentě, kdy jeho kanál na platformě YouTube dosáhne hranice 100 tisíc odběratelů. Poté, co se tak v březnu 2025 skutečně stalo, uvedl, že jde o zkomoleninu jména herce Mela Gibsona, kterou jej začali přezdívat jeho spolužáci poté, co se domnívali, že je Vejmola americkému herci podobný.